# Fortschritt E 516

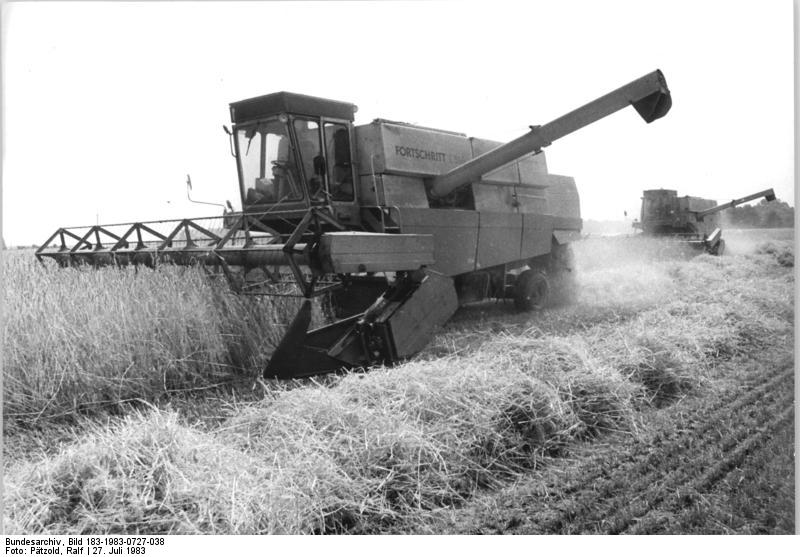
Mähdrescher Fortschritt E 516 bei der Roggenernte

Der  Fortschritt E 516 ist ein Mähdrescher, laut Katalog eine „selbstfahrende Erntebergungsmaschine“ zum Drusch aller gängigen Feldfrüchte, wie Getreide, Ölsaaten, Hülsenfrüchte und Sonderkulturen. Hersteller war das Kombinat Fortschritt Landmaschinen beziehungsweise dessen Mähdrescher-Werke in Singwitz und Bischofswerda.
Er gehörte im Landmaschinenbau der DDR zur Leistungsklasse der Maschinen bis 6 t/ha.
Der E 516 ist die Weiterentwicklung des Mähdreschers E 512. Aufbauend auf den Erfahrungen mit dem Vorgänger wurde der Typ Ende der 1960er Jahre völlig neu konstruiert. Gegenüber dem E 512 sollte die Leistung beim Drusch von Halmfrüchten verdoppelt werden, das heißt statt eines Durchsatzes von 5 kg/s wurden 10 kg/s angestrebt; erreicht wurden letztlich 14 kg/s. Dazu reichte es nicht, die Abmessungen einfach zu vergrößern, sondern es wurden in enger Zusammenarbeit mit der TU Dresden umfangreiche Verbesserungen an Dreschtrommel, Schneidwerk und Abscheidewerkzeugen vorgenommen. Dazu wurde der Bedienungskomfort erhöht, indem viele Funktionen von nun an hydraulisch betätigt und angetrieben wurden. Als Antriebsaggregat wurde der V8-Dieselmotor 8 VD 14,5/12,5 SVW aus dem Dieselmotorenwerk Schönebeck mit 168 kW (228 PS) bei 2200 min−1 eingebaut. Im Einsatz konnten bis zu 2,56 ha/h bei Weizen gedroschen werden. An Getreideschneidwerken gab es Varianten mit Breiten von 22 ft (6,70 m) und 25 ft (7,60 m), sowie verschiedene Zusatzausrüstungen, wie Maisschneidwerk, Sonnenblumenpflücker und Schwadaufnehmer.
Ein Fortschritt E 516 kostete nach Handelssortimentkatalog im Inland insgesamt 112.140,23 Mark im Jahr 1980. Der Marktpreis der Gebrauchtgeräte im Jahre 2021 beträgt einige Tausend Euro.

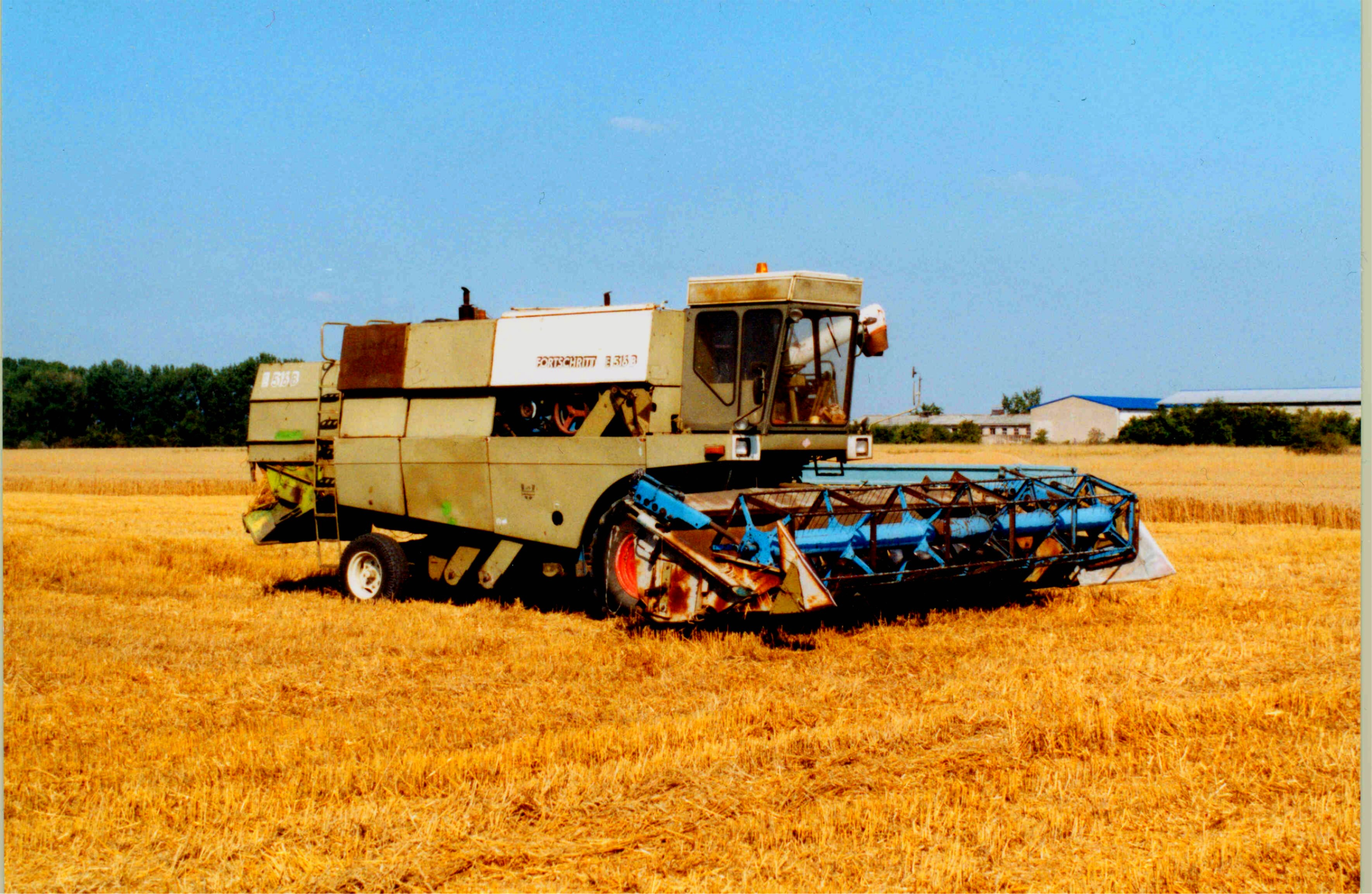
Mähdrescher Fortschritt E 516B

Erste Funktionsmuster der Maschine gab es schon ab 1974. Die Serienproduktion wurde ab 1977 im Werk Singwitz und ab 1984 parallel auch im Werk Bischofswerda des Mähdrescherwerks Bischofswerda/Singwitz aufgenommen. Die zweite Ölkrise, die 1982 auch die DDR erreichte, führte zur Weiterentwicklung E 516B, der einen Motor der gleichen Baureihe und Leistung hatte, jedoch mit etwas verringerter Drehzahl von nun 2000 min−1; er hatte einen 10 % geringeren Verbrauch (etwa 27 l/h) bei Volllast und der Motorverschleiß war ebenfalls geringer. Angepasst werden mussten dafür die Übersetzungen zum Dreschwerk und zum Lüfterwendegetriebe.
Produziert wurde der E 516 ab 1977, er entsprach zu dieser Zeit dem technischen Weltstand der leistungsstärksten Mähdrescher. Bis 1983 wurde er im Mähdrescherwerk Singwitz gefertigt, als E 516B bis 1988 im Mähdrescherwerk Bischofswerda. Sein Nachfolger war der leistungsgesteigerte E 517 (16 kg/s Durchsatz).

## Technische Daten
Motor
- Typ: 8 VD 14,5/12,5 SVW

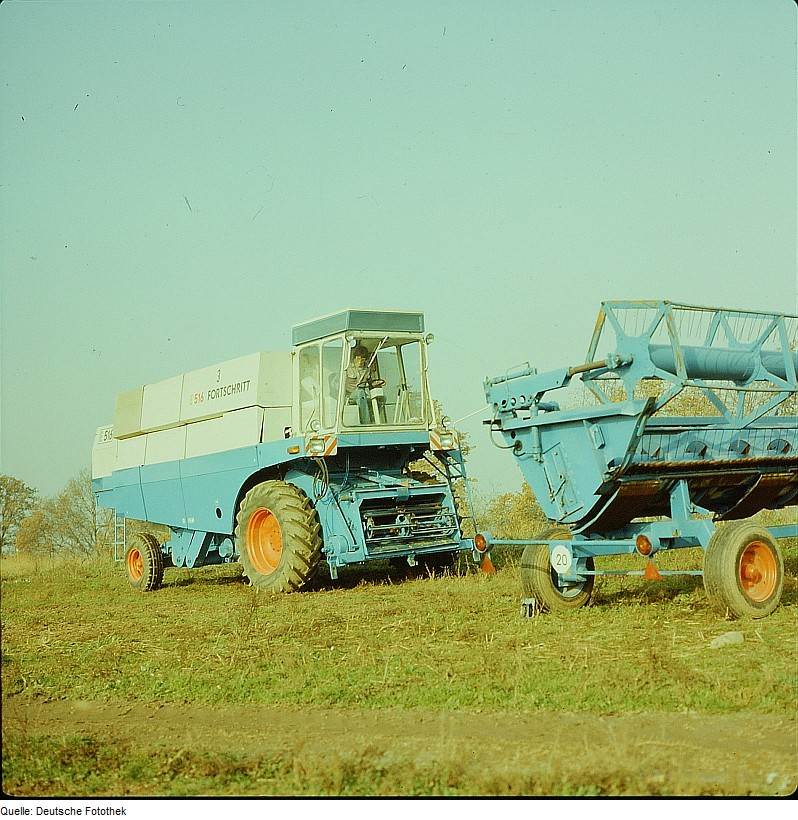
E 516 vor dem Anbau des Schneidwerks

- Hersteller: VEB Dieselmotorenwerk Schönebeck/Elbe
- Leistung: 168 kW (228 PS) bei 2200 min−1

Dreschwerk
- Dreschtrommeldurchmesser: 800 mm
- Dreschkanalbreite: 1625 mm
- Siebfläche: 3,95 m²
- Zweischicht-Reinigung
- Schüttleranzahl: 5
- Fallstufen: 7
- Gesamtreinigungsfläche: 3,95 m²
- Gesamtabscheidefläche: 9,22 m²

Fahrzeug
- Länge: 8900 mm
- Länge in Transportstellung: 16.720 mm
- Breite in Transportstellung: 3000 mm
- Breite mit angebautem Schneidwerk 22 ft: 7200 mm
- Höhe: 3980 mm
- Gewicht: 10.090 kg
- Gewicht mit angebauten Schneidwerk 12.040 kg